# Parafia Świętej Trójcy w Kołbaskowie
Parafia pod wezwaniem Świętej Trójcy w Kołbaskowie – parafia rzymskokatolicka należąca do dekanatu Szczecin-Pomorzany, archidiecezji szczecińsko-kamieńskiej, metropolii szczecińsko-kamieńskiej. Prowadzą ją księża diecezjalni. Siedziba parafii mieści się w Kołbaskowie.

## Kościół parafialny
Kościół pw. Świętej Trójcy w Kołbaskowie

## Kościoły filialne i kaplice
- Kościół pw. św. Stanisława Kostki w Barnisławiu[1]
- Kościół pw. Bożego Ciała w Kamieńcu[1]